# Ganges Chaos
Il Ganges Chaos è una struttura geologica della superficie di Marte.